# Peter Marais
Pour les articles homonymes, voir Marais (homonymie).
Peter Marais est un homme politique d'Afrique du Sud, ancien maire du Cap en 2000-2001 et ancien Premier ministre de la province du Cap-Occidental en 2001-2002. 
Il est successivement membre du People's Congress Party, du Parti national, du nouveau parti national, de l'Alliance démocratique, du New Labor party, du Congrès du Peuple, du Bruin Bemagtiging Beweging avant d'être élu, lors des élections générales sud-africaines de 2019, député apparenté du front de la liberté au parlement de la province du Cap-Occidental. 

## Biographie
Né en 1948, ce métis du Cap est membre du Parti du Congrès du peuple, qu'il dirige et qu'il représente à la Chambre des représentants du Parlement tricaméral de 1984 à 1994. Il rejoint le Parti national puis son successeur en 1997, le Nouveau Parti national avant d'être élu maire du Cap sous les couleurs de l'Alliance démocratique (DA) en décembre 2000.
Représentant l'aile gauche du NNP, il ne cache pas son hostilité vis-à-vis de certains membres de la DA issus de l'ancien Parti démocratique.
Il tente de faire rebaptiser deux artères du centre-ville au nom de Frederik de Klerk et Nelson Mandela mais son choix est très critiqué. Il fait alors valoir le support de la population par le biais de pétitions populaires lesquelles se révèlent vite falsifiées. Ce scandale politique lié à d'autres accusations de corruption est à l'origine de tension au sein de la DA où Tony Leon exige sa démission.
Durant l'automne 2001, Marais devient la cause de rupture entre le NNP et les autres partis rassemblés au sein de la DA. Il reste fidèle au NNP dont il a contribué le rapprochement avec l'ANC.
Mais mis en minorité au sein du conseil municipal, il est obligé de démissionner en novembre 2001 puis récupère grâce à un jeu de chaise musicale, le poste de Premier ministre du Cap-Occidental.
En juin 2002, rattrapé par ses affaires politico-judiciaires, il démissionne de son poste de Premier ministre.
Il finit par quitter le NNP et fonde un nouveau parti politique, le New Labor party, qui ne fait élire aucun représentant aux élections générales d'avril 2004. Après avoir été blanchi des accusations de corruption en 2006, il rejoint en 2008 le Congrès du Peuple formé par des dissidents de l'ANC.
En 2019, il rejoint le front de la liberté, en est le candidat pour le poste de premier ministre du Cap-occidental mais n'est élu que député à l'assemblée provinciale où, en gagnant un siège, il devient le seul représentant du front de la liberté.